# Генриетта Екатерина де Жуайез
Генриетта-Екатерина де Жуайез (фр. Henriette Catherine de Joyeuse, 13 января 1585 — Лувр, февраль 1656) — герцогиня де Жуайез с 1608 по 1647 год, принцесса де Жуанвиль с 1641 по 1656 год. Единственная дочь Генриха де Жуайеза, маршала Франции и его супруги Катрин де Ногаре.

## Жизнь и семья

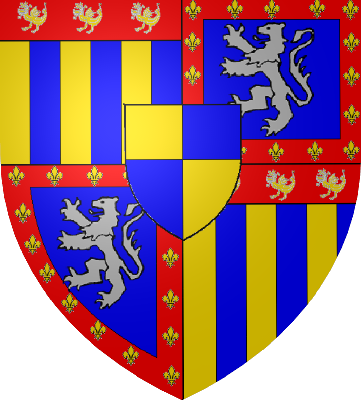
Родовой герб Генриетты-Екатерины герцогини де Жуайез

Родилась в семье богатых тулузских дворян, наследственных виконтов де Жуайез. Её дядя, Анн де Жуайез, был любимым миньоном короля Генриха III, который и пожаловал ему в 1581 году титул пэра и герцога, превратив Жуайез в герцогство-пэрство. Генриетта-Екатерина унаследовала титул герцогини Жуайез после смерти ещё одного своего дяди, Франсуа де Жуайеза, и передала его своему сыну от второго брака, Шарлю-Луи. Герцогство Жуайез перешло к её второму мужу Карлу де Гизу.
Отец Генриетты-Екатерины, один из пяти наиболее известных братьев Жуайезов, Генрих де Жуайез, маршал Франции, мало заботился о мирской жизни, был деятельным членом ордена капуцинов.
15 мая 1597 года она вышла замуж за Генриха Бурбона, герцога де Монпансье. Так как ей было всего 13 лет, то забота о ней была поручена на несколько лет её дяде, Франсуа де Жуайезу, так как её отец в то время был в ордене капуцинов. Единственная дочь Генриха и Генриетты-Екатерины, Мария де Бурбон-Монпансье, герцогиня Монпансье, родилась 15 октября 1605 года в Гайоне. Генриетта-Екатерина овдовела в 1608 году.
Вторым браком, с 5 января 1611 года, замужем за Карлом I де Гизом, у них было 10 детей:
- Франсуа, принц де Жуанвиль (3 апреля 1612 — 7 декабря 1639, Флоренция);
- Близнецы в 1613 году;
- Генрих, герцог де Гиз (4 апреля 1614, Париж — 2 июня 1664, Париж), архиепископ Реймса (1629—1640);
- Шарль-Луи, герцог де Жуайез (5 июля 1618 — 1641 или 15 марта 1637, Флоренция);
- Франсуаза, аббатиса Сен-Пьер-де-Реймс (1627—1682);
- Людовик, герцог Жуайез и герцог Ангулем, Великий Камергер Франции (11 ноября 1622 — 27 сентября 1654);
- Роже, рыцарь Мальтийского ордена (21 марта 1624 — 6 сентября 1653, Камбре);
- Мария, герцогиня де Гиз, принцесса де Жуанвиль (5 августа 1615 — 3 марта 1688);
- Франсуаза-Рене (10 января 1621 — 4 декабря 1682, Монмартр), аббатиса Монмартра;
- дочь.

Вела благочестивый образ жизни, «слыла женщиной мягкой и милой» и была близка к Марии Медичи, в 1620 году основала конгрегацию ораторианцев в Жуайезе.
В марте 1635 года была вынуждена последовать за мужем в ссылку во Флоренцию. Там они жили до самой смерти Карла в сентябре 1640.
Генриетта-Екатерина, вернувшись во Францию, посвятила себя благотворительности и благочестивым работам, умерла в феврале 1656 года в возрасте 71 года.